# Samuel Tadeusz Naramowski
Samuel Tadeusz Naramowski herbu Łodzia (zm. przed 18 września 1755 roku) – podsędek oszmiański w latach 1744–1755, starosta dworczański.
Żonaty z Antoniną Kuncewiczówną.
Poseł na sejm nadzwyczajny 1750 roku z powiatu oszmiańskiego.